# 明けない夜が来ることはない
「明けない夜が来ることはない」（あけないよるがくることはない）は、日本の男性シンガーソングライター・槇原敬之の33枚目のシングル。2005年5月18日発売。発売元は東芝EMI（現：ユニバーサルミュージック）。

## 解説
発売日は槇原の36歳の誕生日。CD EXTRA仕様。ジャケットのスクリーンセーバー入り。

## 収録曲
作詞・作曲・編曲：槇原敬之
1. 明けない夜が来ることはない
2. スポンジ
3. 明けない夜が来ることはない [Backing Track]
4. スポンジ [Backing Track]